# Dorstenia christenhuszii
Dorstenia christenhuszii är en mullbärsväxtart som beskrevs av Mark W. Chase och M.F.Fay. Dorstenia christenhuszii ingår i släktet Dorstenia och familjen mullbärsväxter. Inga underarter finns listade i Catalogue of Life.